# Бентонит
Бентонитът е вид седиментна скала, която представлява смес от глинести минерали-смектити (монтмориолит, нонтронит и вермикулит), като доминиращ е монтмориолитът.
Преобладаващите елементи са калий, натрий, калций и алуминий. При процес на хидратация може да увеличи обема си 14 до 16 пъти. Това негово свойство заедно с нетоксичността му го правят много ценен материал в строителството, хранителната промишленост и фармацията. През 2005 година САЩ са основните производители на бентонит, една трета от световното производство, следвани от Китай и Гърция. Основните находища в САЩ са в Южна Дакота и Уайоминг.

### Приложения във фармацията
Бентонитът намира различни приложения във фармацията. Той се ползва като:
-	Емулгатор на пасти, мехлеми и различни видове олио.
-Стабилизатор на суспензии.
-Способ за образуване хидрофилни гелове.
- котешка тоалетна